# 巴特克罗伊茨纳赫
巴特克罗伊茨纳赫（德語：Bad Kreuznach，發音：[baːt ˈkʁɔʏtsnax] ⓘ）是德国莱茵兰-普法尔茨州巴特克罗伊茨纳赫县的城市，也是巴特克罗伊茨纳赫县的县治，位于纳厄河畔，面积为55.63平方千米，2023年12月31日人口为52,989人。
2014年7月1日，市镇巴特明斯特阿姆施泰因-埃伯恩堡并入巴特克罗伊茨纳赫。

## 友好城市
- 法國 布雷斯地区布尔格（1963年）
- 德国 新魯平（1990年）